# Església de Sant Dídac (Castellfabib)
L'ermita de Sant Dídac, també coneguda com de la Puríssima, és un temple religiós sota l'advocació de Sant Dídac i la Puríssima Concepció en el llogaret de la Cuesta del Rato, terme municipal de Castellfabib.
És un Bé de Rellevància Local amb identificador nombre 46.09.092-013.

## Història
L'ermita de Sant Dídac de la Cuesta del Rato data del segle xviii. Es caracteritza per no haver estat remodelada als segles successius, a diferència d'altres ermites del terme municipal de Castellfabib.

## Descripció

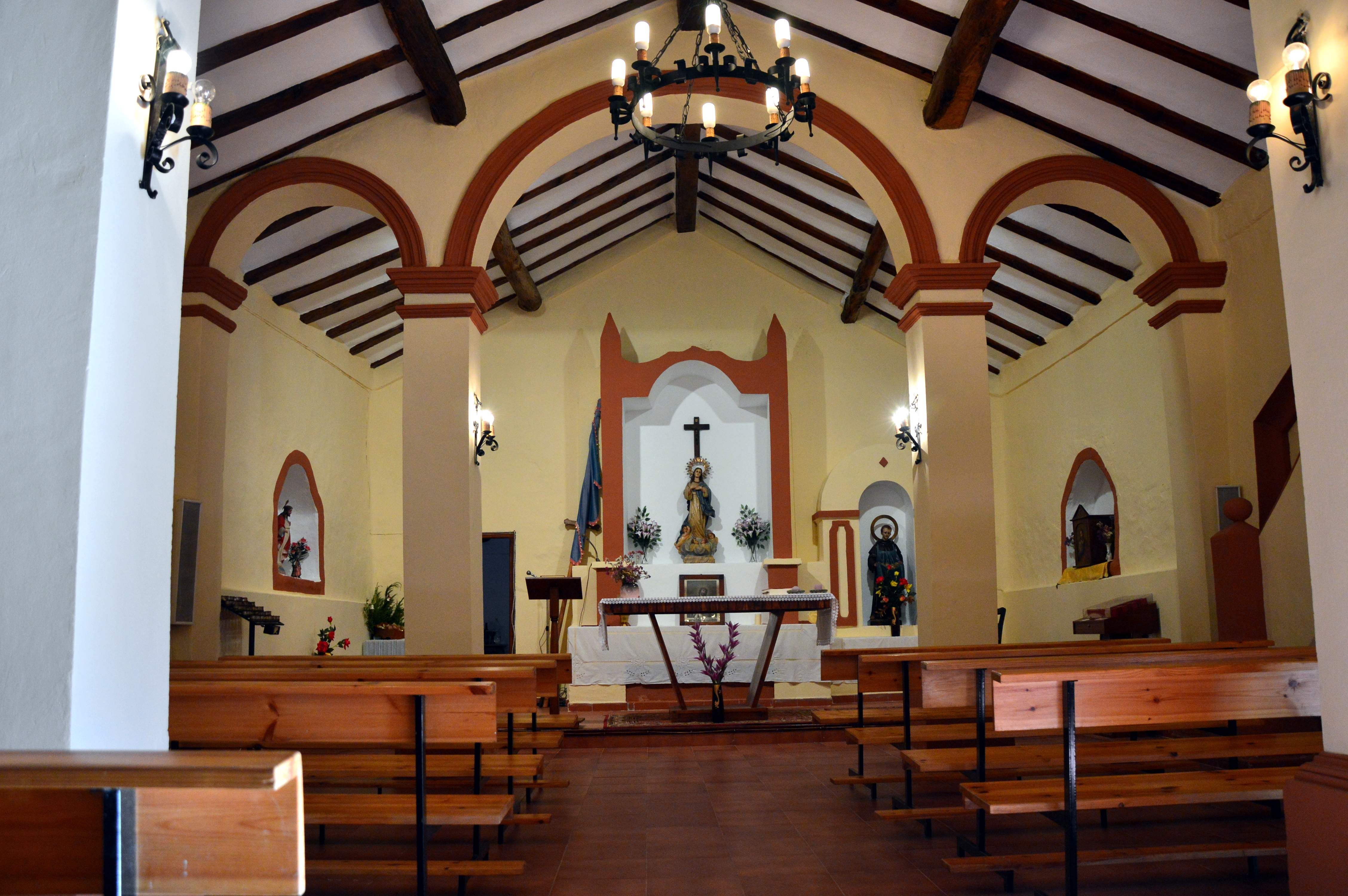
Interior de l'església

L'ermita es troba a l'interior del llogaret. Està edificada amb grans paredats i coberta a dues aigües. La porta d'entrada està en el lateral, i aquesta ve precedida d'un petit atri o pòrtic amb dos arcs i teuladeta a dues aigües. En els seus paraments s'obren sengles fornícules. Té una espadanya de maons sobre el capcer. En l'espadanya es troba l'única campana de l'ermita, l'anomenada Puríssima Concepció, fosa per Manclús, Salvador (València) en 1990, amb un diàmetre de 50 cm i un pes de 72 kg.
L'interior està dividit en tres naus, amb profusió d'arcs i pilars. L'ermita posseeix un cor alt als peus. Té pila d'aigua beneïda exempta i púlpit d'obra. En el presbiteri hi ha un templet principal que alberga la imatge de la Immaculada, i un altre menor per a Sant Dídac d'Alcalà. Existeix més imatgeria en les fornícules laterals, però és tot posterior a la Guerra Civil.